# Combinata nordica ai X Giochi olimpici invernali
Nella combinata nordica ai X Giochi olimpici invernali fu disputata una sola gara, il 10 e il 12 febbraio, che assegnò solo le medaglie olimpiche (a differenza di salto e fondo, i cui titoli furono validi anche come Campionati mondiali di sci nordico).

## Risultati
Presero il via 41 atleti di 13 diverse nazionalità. La prima prova disputata, il 10 febbraio, fu quella di salto. Sul trampolino Le Claret s'impose il tedesco occidentale Franz Keller davanti al giapponese Hiroshi Itagaki e al polacco Erwin Fiedor; decimo fu il tedesco orientale Andreas Kunz e ventiquattresimo lo svizzero Alois Kälin. Due giorni dopo si corse la 15 km di sci di fondo, su un percorso che si snodava ad Autrans; a vincere fu Kälin davanti ai tedeschi orientali Roland Weißpflog e Kunz. Keller fu tredicesimo, ma il grande vantaggio acquistio nel salto gli fu sufficiente a conquistare l'oro; Kälin e Kunz risalirono rispettivamente fino all'argento e al bronzo.

### Prova di salto
I concorrenti avevano diritto a tre salti, valevano per la classifica finale la somma dei migliori due.
| Pos. | Atleta                 | Nazione          | 1º salto | 1º salto  | 2º salto | 2º salto  | 3º salto | 3º salto  | PC    |
| Pos. | Atleta                 | Nazione          | Distanza | Punteggio | Distanza | Punteggio | Distanza | Punteggio | PC    |
| ---- | ---------------------- | ---------------- | -------- | --------- | -------- | --------- | -------- | --------- | ----- |
| 1    | Franz Keller           | Germania Ovest   | 73,0     | 118,1     | 77,5     | 122,0     | 77,0     | 81,3      | 240,1 |
| 2    | Hiroshi Itagaki        | Giappone         | 74,0     | 78,7      | 73,5     | 115,4     | 76,0     | 122,0     | 237,4 |
| 3    | Erwin Fiedor           | Polonia          | 74,0     | 119,0     | 72,0     | 112,9     | 74,0     | 115,3     | 234,3 |
| 4    | Akemi Taniguchi        | Giappone         | 73,0     | 114,4     | 72,5     | 110,0     | 72,5     | 109,1     | 224,4 |
| 5    | Robert Makara          | Unione Sovietica | 72,5     | 109,3     | 74,0     | 113,5     | 74,5     | 74,1      | 222,8 |
| 5    | Vyacheslav Dryagin     | Unione Sovietica | 70,0     | 106,6     | 71,5     | 107,5     | 74,5     | 115,3     | 222,8 |
| 7    | Gjert Andersen         | Norvegia         | 72,5     | 116,2     | 71,5     | 99,4      | 72,5     | 105,0     | 221,2 |
| 8    | Józef Gasienica        | Polonia          | 67,5     | 100,2     | 72,5     | 112,7     | 71,5     | 105,0     | 217,7 |
| 9    | Tomáš Kučera           | Cecoslovacchia   | 72,0     | 109,2     | 73,0     | 108,2     | 71,5     | 102,6     | 217,4 |
| 10   | Andreas Kunz           | Germania Est     | 72,5     | 109,3     | 72,0     | 105,8     | 74,0     | 107,6     | 216,9 |
| 11   | Georg Krog             | Stati Uniti      | 73,0     | 105,4     | 74,0     | 106,8     | 72,0     | 100,2     | 212,2 |
| 12   | Markus Svendsen        | Norvegia         | 68,0     | 98,6      | 71,0     | 105,0     | 72,0     | 105,8     | 210,8 |
| 13   | Ezio Damolin           | Italia           | 70,0     | 103,4     | 71,5     | 102,6     | 71,0     | 99,4      | 206,0 |
| 14   | John Bower             | Stati Uniti      | 69,5     | 104,2     | 69,5     | 101,0     | 70,0     | 99,4      | 205,2 |
| 15   | Kåre Olav Berg         | Norvegia         | 69,0     | 104,2     | 70,0     | 100,2     | 67,5     | 95,4      | 204,4 |
| 16   | Józef Gąsienica Daniel | Polonia          | 72,0     | 107,6     | 75,5     | 78,3      | 68,0     | 96,2      | 203,8 |
| 17   | Tõnu Haljand           | Unione Sovietica | 68,5     | 101,0     | 70,0     | 101,8     | 68,0     | 89,4      | 202,8 |
| 18   | Jan Kawulok            | Polonia          | 70,0     | 103,4     | 70,5     | 97,0      | 71,5     | 95,7      | 200,4 |
| 18   | Ladislav Rygl          | Cecoslovacchia   | 69,5     | 97,1      | 71,0     | 100,2     | 71,5     | 100,2     | 200,4 |
| 20   | Karl-Heinz Luck        | Germania Est     | 69,5     | 100,2     | 71,0     | 98,6      | 67,5     | 91,4      | 198,8 |
| 21   | Waldemar Heigenhauser  | Austria          | 69,0     | 101,8     | 68,5     | 95,4      | 70,5     | 92,7      | 197,2 |
| 22   | Hans Rudhardt          | Germania Ovest   | 71,0     | 96,7      | 71,5     | 95,7      | 72,5     | 98,7      | 195,4 |
| 23   | Katsutoshi Okubo       | Giappone         | 66,0     | 96,2      | 69,5     | 98,6      | 66,0     | 90,1      | 194,8 |
| 24   | Alois Kälin            | Svizzera         | 61,0     | 73,1      | 71,0     | 97,8      | 69,5     | 95,4      | 193,2 |
| 25   | Alfred Winkler         | Germania Ovest   | 67,0     | 88,9      | 71,5     | 98,6      | 71,0     | 94,2      | 192,8 |
| 26   | Mikhail Artyukhov      | Unione Sovietica | 66,0     | 94,6      | 69,0     | 97,8      | 67,0     | 90,7      | 192,4 |
| 26   | Mikkel Dobloug         | Norvegia         | 65,5     | 94,6      | 69,0     | 97,8      | 68,0     | 94,6      | 192,4 |
| 28   | Günther Naumann        | Germania Ovest   | 67,5     | 95,4      | 69,5     | 94,6      | 68,5     | 92,3      | 190,0 |
| 29   | Roland Weißpflog       | Germania Est     | 67,0     | 94,6      | 66,0     | 90,1      | 66,0     | 91,7      | 186,3 |
| 30   | Masatoshi Suto         | Giappone         | 62,0     | 87,3      | 66,0     | 95,7      | 60,5     | 72,2      | 183,0 |
| 31   | Tom Upham              | Stati Uniti      | 60,5     | 80,9      | 67,5     | 92,2      | 66,5     | 90,0      | 182,2 |
| 32   | Helmut Voggenberger    | Austria          | 67,5     | 95,4      | 66,0     | 86,5      | 65,0     | 84,4      | 181,9 |
| 33   | Fabio Morandini        | Italia           | 61,5     | 83,0      | 66,0     | 90,9      | 66,5     | 90,8      | 181,7 |
| 34   | Ilpo Nuolikivi         | Finlandia        | 65,0     | 87,2      | 66,0     | 90,9      | 67,0     | 87,2      | 178,1 |
| 35   | Jim Miller             | Stati Uniti      | 60,0     | 70,5      | 67,5     | 85,1      | 67,5     | 86,5      | 171,6 |
| 36   | Ulli Öhlböck           | Austria          | 60,0     | 76,0      | 64,0     | 83,7      | 64,0     | 85,1      | 168,8 |
| 37   | Esa Klinga             | Finlandia        | 60,0     | 80,2      | 64,0     | 86,5      | 62,0     | 80,2      | 166,7 |
| 38   | Raimo Majuri           | Finlandia        | 60,5     | 82,3      | 61,5     | 79,5      | 61,5     | 76,7      | 161,8 |
| 39   | Émile Salvi            | Francia          | 63,0     | 77,7      | 63,0     | 80,9      | 63,5     | 76,2      | 158,6 |
| 40   | Jean-Marie Bourgeois   | Francia          | 53,5     | 56,0      | 40,0     | 35,6      | 52,5     | 55,4      | 111,4 |
| 41   | Gervais Poirot         | Francia          | 49,0     | 49,4      | 53,0     | 51,2      | 53,0     | 51,2      | 102,4 |

### Prova di fondo
| Pos. | Atleta                 | Nazione          | Tempi   | Tempi   | Tempi     | PC     |
| Pos. | Atleta                 | Nazione          | 5 Km    | 10 Km   | 15 Km     | PC     |
| ---- | ---------------------- | ---------------- | ------- | ------- | --------- | ------ |
| 1    | Alois Kälin            | Svizzera         | 16'26"6 | 33'55"3 | 47'21"5   | 254,79 |
| 2    | Roland Weißpflog       | Germania Est     | 16'53"1 | 34'50"0 | 48'33"5   | 238,00 |
| 3    | Andreas Kunz           | Germania Est     | 17'16"8 | 35'28"2 | 49'19"8   | 227,20 |
| 4    | Ezio Damolin           | Italia           | 17'06"3 | 35'30"2 | 49'36"2   | 223,54 |
| 5    | Günther Naumann        | Germania Ovest   | 17'16"4 | 35'59"9 | 49'48"5   | 220,89 |
| 6    | Tomáš Kučera           | Cecoslovacchia   | 17'27"3 | 36'03"2 | 50'07"7   | 216,74 |
| 7    | Fabio Morandini        | Italia           | 17'33"7 | 36'12"0 | 50'08"5   | 216,56 |
| 8    | Karl-Heinz Luck        | Germania Est     | 17'14"3 | 35'51"1 | 50'14"7   | 215,22 |
| 9    | Jean-Marie Bourgeois   | Francia          | 17'33"8 | 36'22"5 | 50'18"0   | 214,50 |
| 10   | Gervais Poirot         | Francia          | 17'22"6 | 36'04"9 | 50'22"2   | 213,58 |
| 11   | Józef Gąsienica        | Polonia          | 17'04"2 | 35'40"7 | 50'34"5   | 211,08 |
| 12   | Tõnu Haljand           | Unione Sovietica | 17'54"6 | 36'42"1 | 50'40"5   | 209,88 |
| 13   | Franz Keller           | Germania Ovest   | 17'29"9 | 36'35"5 | 50'45"2   | 208,94 |
| 14   | Ladislav Rygl          | Cecoslovacchia   | 17'44"1 | 36'43"5 | 50'55"5   | 206,88 |
| 15   | Jim Miller             | Stati Uniti      | 17'22"0 | 36'17"6 | 50'56"0   | 206,78 |
| 16   | John Bower             | Stati Uniti      | 17'34"2 | 36'36"8 | 51'00"1   | 205,96 |
| 17   | Robert Makara          | Unione Sovietica | 17'49"1 | 36'54"8 | 51'09"3   | 204,12 |
| 18   | Józef Gąsienica Daniel | Polonia          | 17'57"4 | 37'00"0 | 51'10"1   | 203,96 |
| 19   | Vyacheslav Dryagin     | Unione Sovietica | 17'41"9 | 36'43"0 | 51'22"0   | 201,58 |
| 20   | Mikhail Artyukhov      | Unione Sovietica | 17'38"6 | 36'30"7 | 51'32"4   | 199,50 |
| 21   | Mikkel Dobloug         | Norvegia         | 18'04"5 | 37'46"2 | 51'55"8   | 194,82 |
| 22   | Esa Klinga             | Finlandia        | 18'00"6 | 37'47"4 | 52'19"7   | 190,04 |
| 23   | Ulli Öhlböck           | Austria          | 18'13"5 | 37'53"1 | 52'23"9   | 189,20 |
| 24   | Alfred Winkler         | Germania Ovest   | 18'00"1 | 37'46"9 | 52'26"0   | 188,79 |
| 25   | Jan Kawulok            | Polonia          | 18'18"6 | 37'55"2 | 52'32"7   | 187,51 |
| 26   | Katsutoshi Okubo       | Giappone         | 18'10"0 | 37'38"6 | 52'33"1   | 187,43 |
| 27   | Ilpo Nuolikivi         | Finlandia        | 17'57"8 | 37'49"1 | 52'39"6   | 186,18 |
| 28   | Hans Rudhardt          | Germania Ovest   | 18'28"0 | 38'25"0 | 53'15"3   | 179,34 |
| 29   | Hiroshi Itagaki        | Giappone         | 18'42"1 | 38'24"8 | 53'26"2   | 177,25 |
| 30   | Raimo Majuri           | Finlandia        | 17'55"6 | 38'37"7 | 53'30"2   | 176,48 |
| 31   | Masatoshi Suto         | Giappone         | 18'38"4 | 38'23"9 | 53'32"6   | 176,03 |
| 32   | Émile Salvi            | Francia          | 19'07"3 | 38'50"0 | 53'44"3   | 173,78 |
| 33   | Georg Krog             | Stati Uniti      | 18'50"2 | 38'50"1 | 53'55"9   | 171,56 |
| 34   | Kåre Olav Berg         | Norvegia         | 18'44"7 | 39'04"5 | 53'57"8   | 171,20 |
| 35   | Markus Svendsen        | Norvegia         | 18'24"7 | 39'20"4 | 54'19"4   | 167,05 |
| 36   | Erwin Fiedor           | Polonia          | 18'42"6 | 39'44"5 | 54'48"7   | 161,63 |
| 37   | Helmut Voggenberger    | Austria          | 19'36"9 | 39'58"4 | 54'57"2   | 160,07 |
| 38   | Waldemar Heigenhauser  | Austria          | 18'41"0 | 39'42"2 | 55'00"4   | 159,49 |
| 39   | Akemi Taniguchi        | Giappone         | 18'27"9 | 39'30"7 | 55'04"5   | 158,74 |
| 40   | Tom Upham              | Stati Uniti      | 19'33"1 | 40'34"9 | 56'30"5   | 142,97 |
| 41   | Gjert Andersen         | Norvegia         | 20'25"7 | 44'23"4 | 1:00'28"3 | 102,49 |

### Classifica Finale
| Pos.    | Atleta                 | Nazione          | Salto | Fondo  | Totale |
| ------- | ---------------------- | ---------------- | ----- | ------ | ------ |
| Oro     | Franz Keller           | Germania Ovest   | 240,1 | 208,94 | 449,04 |
| Argento | Alois Kälin            | Svizzera         | 193,2 | 254,79 | 447,99 |
| Bronzo  | Andreas Kunz           | Germania Est     | 216,9 | 227,20 | 444,10 |
| 4       | Tomáš Kučera           | Cecoslovacchia   | 217,4 | 216,74 | 434,14 |
| 5       | Ezio Damolin           | Italia           | 206,0 | 223,54 | 429,54 |
| 6       | Józef Gąsienica        | Polonia          | 217,7 | 211,08 | 428,78 |
| 7       | Robert Makara          | Unione Sovietica | 222,8 | 204,12 | 426,92 |
| 8       | Vyacheslav Dryagin     | Unione Sovietica | 222,8 | 201,58 | 424,38 |
| 9       | Roland Weißpflog       | Germania Est     | 186,3 | 238,00 | 424,30 |
| 10      | Hiroshi Itagaki        | Giappone         | 237,4 | 177,25 | 414,65 |
| 11      | Karl-Heinz Luck        | Germania Est     | 198,8 | 215,22 | 414,02 |
| 12      | Tõnu Haljand           | Unione Sovietica | 202,8 | 209,88 | 412,68 |
| 13      | John Bower             | Stati Uniti      | 205,2 | 205,96 | 411,16 |
| 14      | Günther Naumann        | Germania Ovest   | 190,0 | 220,89 | 410,89 |
| 15      | Józef Gąsienica Daniel | Polonia          | 203,8 | 203,96 | 407,76 |
| 16      | Ladislav Rygl          | Cecoslovacchia   | 200,4 | 206,88 | 407,28 |
| 17      | Fabio Morandini        | Italia           | 181,7 | 216,56 | 398,26 |
| 18      | Erwin Fiedor           | Polonia          | 234,3 | 161,63 | 395,93 |
| 19      | Mikhail Artyukhov      | Unione Sovietica | 192,4 | 199,50 | 391,90 |
| 20      | Jan Kawulok            | Polonia          | 200,4 | 187,51 | 387,91 |
| 21      | Mikkel Dobloug         | Norvegia         | 192,4 | 194,82 | 387,22 |
| 22      | Georg Krog             | Stati Uniti      | 212,2 | 171,56 | 383,76 |
| 23      | Akemi Taniguchi        | Giappone         | 224,4 | 158,74 | 383,14 |
| 24      | Katsutoshi Okubo       | Giappone         | 194,8 | 187,43 | 382,23 |
| 25      | Alfred Winkler         | Germania Ovest   | 192,8 | 188,79 | 381,59 |
| 26      | Jim Miller             | Stati Uniti      | 171,6 | 206,78 | 378,38 |
| 27      | Markus Svendsen        | Norvegia         | 210,8 | 167,05 | 377,85 |
| 28      | Kåre Olav Berg         | Norvegia         | 204,4 | 171,20 | 375,60 |
| 29      | Hans Rudhardt          | Germania Ovest   | 195,4 | 179,34 | 374,74 |
| 30      | Ilpo Nuolikivi         | Finlandia        | 178,1 | 186,18 | 364,28 |
| 31      | Masatoshi Suto         | Giappone         | 183,0 | 176,03 | 359,03 |
| 32      | Ulli Öhlböck           | Austria          | 168,8 | 189,20 | 358,00 |
| 33      | Esa Klinga             | Finlandia        | 166,7 | 190,04 | 356,74 |
| 34      | Waldemar Heigenhauser  | Austria          | 197,2 | 159,49 | 356,69 |
| 35      | Helmut Voggenberger    | Austria          | 181,9 | 160,07 | 341,97 |
| 36      | Raimo Majuri           | Finlandia        | 161,8 | 176,48 | 338,28 |
| 37      | Émile Salvi            | Francia          | 158,6 | 173,78 | 332,38 |
| 38      | Jean-Marie Bourgeois   | Francia          | 111,4 | 214,50 | 325,90 |
| 39      | Tom Upham              | Stati Uniti      | 182,2 | 142,97 | 325,17 |
| 40      | Gjert Andersen         | Norvegia         | 221,2 | 102,49 | 323,69 |
| 41      | Gervais Poirot         | Francia          | 102,4 | 213,58 | 315,98 |

## Medagliere per nazioni
| Posizione | Paese          |   |   |   | Totale |
| --------- | -------------- | - | - | - | ------ |
| 1         | Germania Ovest | 1 | 0 | 0 | 1      |
| 2         | Svizzera       | 0 | 1 | 0 | 1      |
| 3         | Germania Est   | 0 | 0 | 1 | 1      |
| Totale    | Totale         | 1 | 1 | 1 | 3      |